# Nazionale femminile di roller derby del Brasile
La nazionale di roller derby del Brasile è la selezione maggiore femminile di roller derby, il cui nickname è Team Brasil, che rappresenta il Brasile nelle varie competizioni ufficiali o amichevoli riservate a squadre nazionali. Si è classificata dodicesima nel campionato mondiale di roller derby 2011 di Toronto.

## Risultati
Legenda: Grassetto: Risultato migliore, Corsivo: Mancate partecipazioni

## Dettaglio stagioni

### Tornei

#### Mondiali
| Stagione | regular season | regular season | regular season | regular season | regular season | regular season | playoff | playoff | playoff | playoff | playoff | playoff         | playoff    |
|          | Vin            | Par            | Per            | Tot            | PF             | PS             | Vin     | Per     | Tot     | PF      | PS      | risultato       | avversaria |
| -------- | -------------- | -------------- | -------------- | -------------- | -------------- | -------------- | ------- | ------- | ------- | ------- | ------- | --------------- | ---------- |
| 2011     | 0              | 0              | 3              | 3              | 65             | 783            | 0       | 3       | 3       | 259     | 538     | Dodicesima      | Scozia     |
| 2014     | 2              | 0              | 1              | 3              | 301            | 567            | 0       | 1       | 1       | 75      | 581     | Quattordicesima | Canada     |
|          |                |                |                |                |                |                |         |         |         |         |         |                 |            |
| Totale   | 2              | 0              | 4              | 6              | 366            | 1350           | 0       | 4       | 4       | 334     | 1119    |                 |            |

### Riepilogo bout disputati
| Anno | Luogo        | Evento             | Fase del torneo            | Incontro             | Risultato |
| 2011 | Toronto      | Mondiale           | Fase a gironi              | Brasile - Svezia     | 30 - 163  |
| 2011 | Toronto      | Mondiale           | Fase a gironi              | Brasile - Francia    | 28 - 212  |
| 2011 | Toronto      | Mondiale           | Fase a gironi              | Brasile - Canada     | 7 - 408   |
| 2011 | Toronto      | Mondiale           | Primo turno playoff        | Francia - Brasile    | 212 - 138 |
| 2011 | Toronto      | Mondiale           | Secondo turno consolazione | Brasile - Irlanda    | 57 - 213  |
| 2011 | Toronto      | Mondiale           | Finale 11º - 12º posto     | Brasile - Scozia     | 64 - 113  |
| 2014 | Dallas       | Mondiale           | Fase a gironi              | Brasile - Portogallo | 167 - 144 |
| 2014 | Dallas       | Mondiale           | Fase a gironi              | Francia - Brasile    | 315 - 14  |
| 2014 | Dallas       | Mondiale           | Fase a gironi              | Svizzera - Brasile   | 108 - 120 |
| 2014 | Dallas       | Mondiale           | Ottavi di finale           | Canada - Brasile     | 581 - 75  |
| 2015 | Barueri      | Latinoamericano    |                            | Brasile - Argentina  |           |
| 2015 | Barueri      | Latinoamericano    |                            | Cile - Brasile       |           |
| 2015 | Buenos Aires | Torneo Violentango |                            | Argentina - Brasile  |           |

## Confronti con le altre Nazionali
Questi sono i saldi del Brasile nei confronti delle Nazionali incontrate.

### Saldo positivo
| Nazionale  | Giocate | Vinte | Pareggiate | Perse | PF  | PS  | Ultima vittoria | Ultimo pari | Ultima sconfitta |
| ---------- | ------- | ----- | ---------- | ----- | --- | --- | --------------- | ----------- | ---------------- |
| Portogallo | 1       | 1     | 0          | 0     | 167 | 144 | 2014            | -           | -                |
| Svizzera   | 1       | 1     | 0          | 0     | 120 | 108 | 2014            | -           | -                |

### Saldo negativo
| Nazionale | Giocate | Vinte | Pareggiate | Perse | PF  | PS  | Ultima vittoria | Ultimo pari | Ultima sconfitta |
| --------- | ------- | ----- | ---------- | ----- | --- | --- | --------------- | ----------- | ---------------- |
| Canada    | 2       | 0     | 0          | 2     | 82  | 989 | -               | -           | 2014             |
| Francia   | 3       | 0     | 0          | 3     | 180 | 739 | -               | -           | 2014             |
| Irlanda   | 1       | 0     | 0          | 1     | 57  | 213 | -               | -           | 2011             |
| Svezia    | 3       | 1     | 0          | 2     | 30  | 163 | -               | -           | 2011             |
| Scozia    | 1       | 0     | 0          | 1     | 64  | 113 | -               | -           | 2011             |